# Flandria II (schip, 1930)
De Flandria II werd als rondvaartboot gebouwd in 1930 op scheepswerf Moerdijks Welvaren van de NV Gebr. E. & M. De Korte, Moerdijk. Afmetingen: 36,30 x 6,80 x 0,58/1,35m . De eigenaar was Eugene Van Marcke, de oprichter van Rederij Flandria. Het heeft ook gevaren als de Flandria 2 en heeft tegenwoordig IMO nummer 7736309.

## Geschiedenis
Het schip werd 8 september 1932 op naam gezet van de Provinciale Stoombootdienst Flandria N.V. te Antwerpen en werd het gebruikt als luxe salonboot en veerboot. Tussen 1930 en 1940 voer het over de Schelde en in de toenmalige Antwerpse dokken met passagiers. De Flandria's hadden toen al een vaste route Antwerpen-Temse-Rupelmonde en terug. Dit werd gedaan door o.a. Flandria X. Ook werd er heen en weer gependeld van de Antwerpse rede aan het Steen, naar Sint-Anna Linkeroever, en van Hemiksem naar de pont in Antwerpen en terug, zoals o.a. Flandria XIV, tot 1976. De Flandria's hadden hun ligplaatsen aan de pont nabij het Steen, zoals het nu nog is. Later werden er ligplaatsen gereserveerd aan de zuidkant van het Kattendijkdok en het Verbindingsdok, waar een op- en afstapplaats is voor toeristen.

## Tweede Wereldoorlog
Flandria II en nog enkele andere Flandriaboten werden in mei 1940 gevorderd door de Duitse Kriegsmarine en als luchtafweerschepen omgebouwd. De Flandria II werd uitgerust met 7 kanonnen. De schepen bewaakten tijdens de oorlogsjaren de haven van Antwerpen en de Schelde tot Hemiksem en Burcht. Ook controleerden ze de aankomende en vertrekkende binnenvaartschepen in de dokken en tevens praaiden ze de schepen op de Schelde, nog voor ze in de haven kwamen. Aan de sluizen werd er nogmaals papier- en ladingcontrole gedaan. Er zijn schuttingen van deze Duitse gewapende Flandria's en andere Duitse marineschepen geregistreerd, in de oude schuttingsboeken van de Royerssluis en Van Cauwelaertsluis.
De meeste binnenvaartschepen waren ook gevorderd door de Kriegsmarine, Wehrmacht en de Luftwaffe en hadden dikwijls twee soldaten op de schepen meevaren. Zij hielden de gang van zaken in het oog tijdens het varen alsmede het schippersgezin. Soms kwam het tot een heftig meningsverschil tussen de Duitse krijgsmachten onderling, om hun eigen vrachten te laten vervoeren door een bepaald binnenschip. Dan kwamen de hoge officieren aan te pas met hun officiële papieren. De binnenschepen moesten dan kobalt, vliegtuigonderdelen en andere legermaterialen vervoeren voor de Duitse bezetter. Als betaling kreeg het schippersgezin extra voedingsbonnen of een extra uit de Duitse gaarkeukenvoorraad. De binnenschippers waren met hun schip opgeëist, maar wie zijn taak volbracht tegenover de Duitsers, moest niets vrezen.
Dikwijls moesten de Duitse Flandria's en gewapende vletten in de Antwerpse haven de geallieerde vliegtuigen beschieten die overvlogen als verkenning.
Met de nadering van de Britten en Canadezen naar Antwerpen op 1 september 1944 werden de Flandria's ontwapend door de Duitsers en achtergelaten aan de redekaaien. Over het algemeen kwamen de Flandriaboten er relatief nog goed vanaf.

## Na de oorlog
In 1945 werd het schip teruggevonden in Hamburg in verwaarloosde staat. Het werd in oktober 1950 heropgebouwd en gemotoriseerd bij Chantiers Navals de Rupelmonde. In 1952 werd het ingezet als Henry Dunant voor het Internationale Rode Kruis). In 1967 volgde ombouw te Rupelmonde, het kreeg nieuwe motoren, 12cyl. GM 12V71 340 Pk, radar en marifoon. In 1980 vervangen werd door een motor van 340 ehp, in 1994 van 250 PK. In januari 1996 werd de maatschappij een holding. Vanaf 1998 voer ze voor Antwerp Dredging N.V., Antwerpen. Vanaf augustus 2000 onder de naam Antverpia 2, tot 2011 van Rederij Antverpia/De Hertog.

## Salonboot
In 2011 werd het schip opgekocht door Peter Brand uit Lanaken met doel het schip weer als salonboot te exploiteren en ging het naar de werf om het schip weer klaar te maken als salon rondvaartboot. Februari 2012 kreeg het schip de naam Zambezi bij The Zoo - Partyboot.